# Stephanie Defina
Stephanie DeFina, née le 8 mars 1946 à New York, est une joueuse de tennis américaine des années 1960.
Elle est également connue sous son nom de femme mariée Stephanie Johnson.
En simple dames, elle a remporté à deux reprises le tournoi de Cincinnati et a atteint les huitièmes de finale du tournoi de Wimbledon 1967, sa meilleure performance en Grand Chelem.
Elle s'est également illustrée en doubles dames, atteignant à quatre reprises les quarts de finale de l'US Open.

## Palmarès

### Titres en simple dames
| No | Date | Nom et lieu du tournoi            | Catégorie | Surface    | Finaliste          | Score          |  |
| -- | ---- | --------------------------------- | --------- | ---------- | ------------------ | -------------- |  |
| 1  | 1963 | Cincinnati tournament, Cincinnati |           | Dur (ext.) | Peaches Bartkowicz | 7-5, 6-2       |  |
| 2  | 1965 | Cincinnati tournament, Cincinnati |           | Dur (ext.) | Roberta Alison     | 10-8, 5-7, 6-4 |  |

### Titre en double dames
| No | Date | Nom et lieu du tournoi           | Catégorie | Surface    | Partenaire     | Finalistes                 | Score    |  |
| -- | ---- | -------------------------------- | --------- | ---------- | -------------- | -------------------------- | -------- |  |
| 1  | 1965 | Cincinnati tournament Cincinnati |           | Dur (ext.) | Roberta Alison | Marmee Fry Ginger Pfeiffer | 6-4, 6-2 |  |

### Finale en double dames
| No | Date       | Nom et lieu du tournoi               | Catégorie | Surface      | Vainqueures                 | Partenaire     | Score         |          |
| -- | ---------- | ------------------------------------ | --------- | ------------ | --------------------------- | -------------- | ------------- | -------- |
| 1  | 03-08-1965 | Piping Rock Invitation Locust Valley |           | Gazon (ext.) | Kathy Blake Kathleen Harter | Mary-Ann Eisel | 6-2, 5-7, 6-1 | Parcours |

## Parcours en Grand Chelem (partiel)

### En simple dames
| Année | Championnat d'Australie Open d'Australie | Championnat d'Australie Open d'Australie | Internationaux de France | Internationaux de France | Wimbledon       | Wimbledon        | US National US Open | US National US Open |
| ----- | ---------------------------------------- | ---------------------------------------- | ------------------------ | ------------------------ | --------------- | ---------------- | ------------------- | ------------------- |
| 1962  | -                                        | -                                        | -                        | -                        | -               | -                | 3e tour (1/16)      | Margaret Smith      |
| 1963  | -                                        | -                                        | -                        | -                        | -               | -                | 2e tour (1/32)      | Kaye Dening         |
| 1964  | -                                        | -                                        | -                        | -                        | 1er tour (1/64) | Sonja Pachta     | -                   | -                   |
| 1965  | -                                        | -                                        | -                        | -                        | -               | -                | 1er tour (1/32)     | P. Bartkowicz       |
| 1966  | -                                        | -                                        | -                        | -                        | 2e tour (1/32)  | Maria Bueno      | 3e tour (1/8)       | Maria Bueno         |
| 1967  | -                                        | -                                        | 2e tour (1/32)           | Françoise Dürr           | 4e tour (1/8)   | Ann Haydon-Jones | 3e tour (1/16)      | Lesley Turner       |
| 1968  | -                                        | -                                        | -                        | -                        | 3e tour (1/16)  | Billie Jean King | 1er tour (1/32)     | Virginia Wade       |
| 1970  | -                                        | -                                        | -                        | -                        | 1er tour (1/64) | Lesley Hunt      | 2e tour (1/16)      | Olga Morozova       |
| 1971  | -                                        | -                                        | -                        | -                        | -               | -                | 1er tour (1/32)     | Kerry Harris        |

À droite du résultat, l’ultime adversaire.

### En double dames
| Année | Championnat d'Australie Open d'Australie | Championnat d'Australie Open d'Australie | Internationaux de France | Internationaux de France | Wimbledon                     | Wimbledon                 | US National US Open         | US National US Open        |
| ----- | ---------------------------------------- | ---------------------------------------- | ------------------------ | ------------------------ | ----------------------------- | ------------------------- | --------------------------- | -------------------------- |
| 1964  | -                                        | -                                        | -                        | -                        | 1er tour (1/32) P. Kellmeyer  | A. Dmitrieva Sonja Pachta | -                           | -                          |
| 1965  | -                                        | -                                        | -                        | -                        | -                             | -                         | 1/4 de finale Julie Albert  | C. Caldwell Nancy Richey   |
| 1966  | -                                        | -                                        | -                        | -                        | 3e tour (1/8) M. Eisel        | Ann Haydon Virginia Wade  | 1/4 de finale Tory Ann      | Maria Bueno Nancy Richey   |
| 1967  | -                                        | -                                        | 3e tour (1/8) Tory Ann   | F. Dürr Gail Sherriff    | 2e tour (1/16) Tory Ann       | Vicky Berner Faye Urban   | 1/4 de finale Tory Ann      | Winnie Shaw Joyce Barclay  |
| 1968  | -                                        | -                                        | -                        | -                        | 1er tour (1/32) P. Bartkowicz | I. Löfdahl M. di Maso     | 1er tour (1/8) Patti Hogan  | F. Dürr Ann Haydon         |
| 1970  | -                                        | -                                        | -                        | -                        | 1er tour (1/32) Wendy Overton | Gail Hansen Sharon Walsh  | 1/4 de finale K. Kemmer     | M. Smith Judy Tegart       |
| 1971  | -                                        | -                                        | -                        | -                        | -                             | -                         | 1er tour (1/16) Carol Hanks | W. Gilchrist Julie Heldman |

Sous le résultat, la partenaire ; à droite, l’ultime équipe adverse.

### En double mixte
| Année | Championnat d'Australie Open d'Australie | Championnat d'Australie Open d'Australie | Internationaux de France | Internationaux de France | Wimbledon                    | Wimbledon                 | US National US Open         | US National US Open      |
| ----- | ---------------------------------------- | ---------------------------------------- | ------------------------ | ------------------------ | ---------------------------- | ------------------------- | --------------------------- | ------------------------ |
| 1967  | -                                        | -                                        | -                        | -                        | 2e tour (1/32) G. Mulloy     | Ilse Buding Naresh Kumar  | 2e tour (1/8) Steve Tidball | Winnie Shaw J. Drobný    |
| 1968  | -                                        | -                                        | -                        | -                        | 2e tour (1/32) Steve Tidball | Jean Forbes D. Schroder   | 1/4 de finale Dick Dell     | M. Eisel Peter Curtis    |
| 1970  | n/a                                      | n/a                                      | -                        | -                        | 2e tour (1/32) Donald Dell   | Wendy Overton B. Seewagen | 2e tour (1/16) Peter Curtis | K. Harter Jaime Fillol   |
| 1971  | n/a                                      | n/a                                      | -                        | -                        | -                            | -                         | 1er tour (1/32) H. Hagen    | Chris Evert F. Froehling |

Sous le résultat, le partenaire ; à droite, l’ultime équipe adverse.